# Xaenapta basilana
Xaenapta basilana là một loài bọ cánh cứng trong họ Cerambycidae.